# الحسين بن علي بن يزدانيار
أَبُو بكر الْحُسَيْن بن عَليّ بن يزدانيار، أحد علماء أهل السنة والجماعة ومن أعلام التصوف السني في القرن الرابع الهجري، وصفه أبو عبد الرحمن السلمي[ ؟ ] بأنّه: «كَانَ عَالماً بعلوم الظَّاهِر وعلوم الْمُعَامَلَات والمعارف»، ووصفه أبو القاسم القشيري بأنّه: «كان عالمًا ورعًا»، من أهل بلدة تُسمى أُرْميَة، لَهُ طَريقَة فِي التصوف يخْتَص بهَا وَكَانَ يُنكر على بعض مَشَايِخ العراق أَقْوَالهم، وقد أسْندَ الحَدِيث الكثير.

## من أقواله
- إياك أَن تطمع فِي الْأنس بِاللَّه وَأَنت تحب الْأنس بِالنَّاسِ وَإِيَّاك أَن تطمع فِي حب الله وَأَنت تحب الفضول وَإِيَّاك أَن تطمع فِي الْمنزلَة عِنْد الله وَأَنت تحب الْمنزلَة عِنْد النَّاس.[2]
- صوفية خراسان عمل لا قول له؛ وصوفية بغداد قول لا عمل؛ وصوفية البصرة قول وعمل؛ وصوفية مصر لا قول ولا عمل.[3]
- الرّوح مزرعة الْخَيْر لِأَنَّهَا مَعْدن الرَّحْمَة وَالنَّفس والجسد مزرعة الشَّرّ لِأَنَّهَا مَعْدن الشَّهْوَة وَالروح مطبوعة بِإِرَادَة الْخَيْر وَالنَّفس مطبوعة بِإِرَادَة الشَّرّ والهوى مُدبر الْجَسَد وَالْعقل مُدبر الرّوح والمعرفة حَاضِرَة فِيهَا بَين الْعقل والهوى والمعرفة فِي الْقلب والهوى وَالْعقل يتنازعان ويتحاربان والهوى صَاحب جَيش النَّفس وَالْعقل صَاحب جَيش الْقلب والتوفيق من الله مدد الْعقل والخذلان مدد الْهوى وَالظفر لمن أَرَادَ الله سعادته والخذلان لمن اراد الله شقاوته.[4]